# Sceloporus adleri
Sceloporus adleri (колюча ігуана Адлера) — вид ігуаноподібних ящірок родини фриносомових (Phrynosomatidae). Ендемік Мексики. Вид названий на честь американського герпетолога Крейга Адлера.

## Поширення і екологія
Колючі ігуани Адлера мешкають в горах Південної Сьєрра-Мадре в центральній частині штату Герреро. Вони живуть серед вапнякових скельних виступів у сосново-дубових лісах і ялинових заростях та на кукурудзяних полях, трапляються серед скель, на гілках дерев та на повалених стовбурах. Зустрічаються на висоті від 1500 до 3000 м над рівнем моря.